# Mikel Lejarza Ortiz
Miguel Ángel Lejarza Ortiz (Bilbao, 12 de agosto de 1956) es un periodista y empresario de medios de comunicación español.

## Biografía
Licenciado en Ciencias de la información, licenciado en Geografía e historia por la Universidad de Deusto y doctor en Ciencias de la comunicación (2005) por la Facultad de Ciencias de la Información (Universidad Complutense de Madrid). 
Se inició en el periodismo como redactor en los suplementos culturales del periódico El Correo en su ciudad natal y trabajó en Radio Popular, al mismo tiempo que impartía clases en Enseñanzas Medias y Universidad. 
Es coautor de dos obras de teatro La flor en el vaso y Por qué los patos mueren de paperas y participó en el primer disco de los grupos musicales Txatanuga Fuch Band y Fym.
En marzo de 1983, tras obtener plaza por oposición, fue nombrado director de Radio Euskadi, la primera emisora de radio autonómica pública de España. Durante su dirección trabajaron en la emisora Ramón García y Patricia Gaztañaga, a quienes fichó provenientes de Los 40 Principales.
En 1987 pasa a ser director de Programas de Euskal Telebista; Al año siguiente, es nombrado director de Informativos y Deportes; Cuatro años después, es director de Antena y Programación, haciéndose cargo de todos los contenidos del canal. En sus años en Euskal Telebista se inician programas como La cocina de Karlos Arguiñano, Goenkale o Etb kantxa.
En 1995 ficha por Telecinco como director de Producción Propia; Un año después, en 1996, es nombrado subdirector general del canal haciéndose cargo de todos los contenidos, salvo los informativos que quedan al mando de Luis Fernández y finalmente, en 1998, es nombrado director general de Telecinco. En su trayectoria con dicha emisora nacen series y programas como Médico de familia, Periodistas, Caiga quien caiga, 7 vidas, Esta noche cruzamos el Mississippi, Crónicas marcianas, Al salir de clase, Gran Hermano, El comisario y Hospital Central. 
En 2000 abandona el canal y pasa a ser socio-consejero del Grupo Árbol, nacido de la unión entre la productora Globomedia y el grupo argentino Promofilm. Durante su estancia en dicho grupo ocupa la presidencia del canal temático Factoría de Ficción, participado por Telecinco y Antena 3.
En 2002 publicó La extraña temporada en la Editorial Mergablum.
Fue consejero de Onda 6 (La primera cadena de Televisión digital terrestre que se lanza en España) y de Net TV; también consejero delegado de Pantalla digital, Globomediamúsica (compañía discográfica de grupos como Pignoise o El sueño de Morfeo) y de Ombu (productora del film sobre Maradona dirigido por Marco Rissi).
En esta época ejerce como productor ejecutivo de la primera serie que se produce para Telefonía móvil en España, Los Supervillanos, junto con Manuel Valdivia y de programas como Habitación 623 (La Sexta), Fuera de control (TVE), Mi querido Klikowsky (ETB2) y Martin (ETB1).
En octubre de 2006 se incorpora al Grupo Antena 3 como director general de la División de Televisión. Durante su trayectoria se desarrollaron los nuevos canales del grupo, Neox y Nova y se puso en marcha la venta común de publicidad en sus tres canales, conocida como "Pauta única", lo que le lleva a superar en audiencia e ingresos a Gestevisión Telecinco, por primera vez en 2009. 
En 2008, la Academia de Televisión y de las Ciencias y Artes del Audiovisual de España, le otorgó el Premio Talento. También tiene el Premio Comunicación del Grupo Correo.
Coincidiendo con el apagón analógico en abril de 2010, abandona la dirección general de la División de Televisión y lo nombran presidente de Antena 3 Films y asesor del consejero delegado.
En 2013 publica junto a Santiago Gómez Amigo, Televisores cuadrados, ideas redondas en la Editorial Planeta, y colabora en el libro de Carlos A. Scolari Narrativas Transmedia. Ese mismo año crea desde Atresmedia Cine junto a DeAPlaneta, Editorial Planeta y Nostromo, la empresa Atlantis, para desarrollar proyectos transmedia. 
En los Premios Goya 2014, la película Metegol dirigida por Juan José Campanella de la que es coproductor, gana el Goya a la mejor película de animación y en la edición de 2015, la película La isla mínima de la que es coproductor, gana 10 premios, entre ellos el de mejor película.
Es profesor asociado de la Universidad de Navarra y ha impartido clases en la Universidad Rey Juan Carlos de Madrid y en la de Deusto y desde 2011, en el Centro Universitario Villanueva asociado a la Universidad Complutense de Madrid. 
Desde diciembre de 2014 a julio de 2020, fue columnista semanal de El Periódico.
En marzo de 2019 tras ser diagnosticado de Parkinson, Atresmedia fusiona el área de Cine que presidía con la productora Buendía Estudios y le ofrecen el puesto de asesor del director general de ésta. 
Seis meses después, ficha por Zeta Studios y Editorial Planeta en condición de productor de la primera y de asesor audiovisual de la segunda. Comienza a escribir para el Grupo Joly y publica un artículo semanal en sus diez periódicos. 
Colabora asiduamente como comentarista tanto en La ventana con Carles Francino como en Si amanece nos vamos de su gran amigo, Roberto Sánchez, ambos programas en la Cadena SER.
En septiembre de 2021 recibió el premio a toda una carrera del Festival de Televisión de Vitoria. 
Esta trabajando en tres proyectos con HBO y en dos con Telemundo Global Studios. 
Es miembro fundador de la Academia de las Ciencias, las Artes de Televisión de España y de la Academia Internacional de Televisión, encargada de conceder anualmente los Premios Emmy.

## Filmografía como productor
| Año  | Película                           | Director                   |
| ---- | ---------------------------------- | -------------------------- |
| 2010 | Planet 51                          | Jorge Blanco               |
| 2010 | Pájaros de papel                   | Emilio Aragón              |
| 2010 | Que se mueran los feos             | Nacho G. Velilla           |
| 2010 | Lope                               | Andrucha Waddington        |
| 2010 | Los ojos de Julia                  | Guillem Morales            |
| 2010 | Tres metros sobre el cielo         | Fernando González Molina   |
| 2010 | No controles                       | Borja Cobeaga              |
| 2011 | Torrente 4: Lethal Crisis          | Santiago Segura            |
| 2011 | Encontrarás dragones               | Roland Joffé               |
| 2011 | No lo llames amor... llámalo X     | Oriol Capel                |
| 2011 | Lo contrario al amor               | Vicente Villanueva         |
| 2011 | Intruders                          | Juan Carlos Fresnadillo    |
| 2011 | Fuga de cerebros                   | Fernando González Molina   |
| 2011 | XP3D                               | Sergi Vizcaíno             |
| 2012 | Extraterrestre                     | Nacho Vigalondo            |
| 2012 | Tengo ganas de ti                  | Fernando González Molina   |
| 2012 | Fin                                | Jorge Torregrossa          |
| 2012 | El cuerpo                          | Oriol Paulo                |
| 2013 | El callejón                        | Antonio Trashorras         |
| 2013 | Red Lights                         | Rodrigo Cortés             |
| 2013 | Los últimos días                   | Álex Pastor y David Pastor |
| 2013 | Combustión                         | Daniel Calparsoro          |
| 2013 | Tres 60                            | Alejandro Ezcurdia         |
| 2013 | La gran familia española           | Daniel Sánchez Arévalo     |
| 2013 | Zipi y Zape y el club de la canica | Oskar Santos               |
| 2013 | Grand Piano                        | Eugenio Mira               |
| 2013 | Mindscape                          | Jorge Dorado               |
| 2013 | 3 bodas de más                     | Javier Ruiz Caldera        |
| 2013 | Futbolín                           | Juan José Campanella       |
| 2013 | Ismael                             | Marcelo Piñeyro            |
| 2014 | Kamikaze                           | Álex Pina                  |
| 2014 | Purgatorio                         | Pau Teixidor               |
| 2014 | Pancho, el perro millonario        | Tom Fernández              |
| 2014 | Open Windows                       | Nacho Vigalondo            |
| 2014 | La isla mínima                     | Alberto Rodríguez          |
| 2014 | Torrente 5: Operación Eurovegas    | Santiago Segura            |
| 2014 | El club de los incomprendidos      | Carlos Sedes               |
| 2014 | Perdiendo el norte                 | Nacho G. Velilla           |
| 2015 | Cómo sobrevivir a una despedida    | Manuela Moreno             |
| 2015 | Ahora o nunca                      | María Ripoll               |
| 2015 | El desconocido                     | Dani de la Torre           |
| 2015 | Palmeras en la nieve               | Fernando González Molina   |
| 2016 | Tenemos que hablar                 | David Serrano              |
| 2016 | El pregón                          | Dani de la Orden           |
| 2016 | Toro                               | Kike Maíllo                |
| 2016 | Rumbos                             | Manuela Moreno             |
| 2016 | Capitán Kóblic                     | Sebastián Borensztein      |
| 2016 | Zipi y Zape y la isla del capitán  | Oskar Santos               |
| 2016 | Cuerpo de élite                    | Joaquín Mazón              |
| 2016 | El hombre de las mil caras         | Alberto Rodríguez          |
| 2016 | Ozzy                               | Alberto Rodríguez          |
| 2016 | Que Dios nos perdone               | Rodrigo Sorogoyen          |
| 2016 | La reina de España                 | Fernando Trueba            |
| 2016 | Villaviciosa de al lado            | Nacho G. Velilla           |
| 2017 | Contratiempo                       | Oriol Paulo                |
| 2017 | El guardián invisible              | Fernando González Molina   |
| 2017 | El bar                             | Álex de la Iglesia         |
| 2017 | Plan de fuga                       | Iñaki Dorronsoro           |
| 2017 | Señor, dame paciencia              | Álvaro Díaz Lorenzo        |
| 2017 | Abracadabra                        | Pablo Berger               |
| 2017 | La niebla y la doncella            | Andrés M. Koppel           |
| 2017 | Toc Toc                            | Vicente Villanueva         |
| 2017 | Oro                                | Agustín Díaz Yanes         |
| 2018 | Thi Mai, rumbo a Vietnam           | Patricia Ferreira          |
| 2018 | Sin rodeos                         | Santiago Segura            |
| 2018 | La tribu                           | Fernando Colomo            |
| 2018 | Inmersión                          | Wim Wenders                |
| 2018 | Las leyes de la termodinámica      | Mateo Gil                  |
| 2018 | El mundo es suyo                   | Alfonso Sánchez            |
| 2018 | Down a Dark Hall                   | Rodrigo Cortés             |
| 2018 | Los Futbolísimos                   | Miguel Ángel Lamata        |
| 2018 | El reino                           | Rodrigo Sorogoyen          |
| 2018 | La sombra de la ley                | Dani de la Torre           |
| 2018 | Durante la tormenta                | Oriol Paulo                |
| 2018 | Tiempo después                     | José Luis Cuerda           |
| 2019 | Gente que viene y bah              | Patricia Font              |
| 2019 | Perdiendo el este                  | Paco Caballero             |
| 2019 | Taxi a Gibraltar                   | Alejo Flah                 |
| 2019 | Los Japón                          | Álvaro Díaz Lorenzo        |
| 2019 | Quien a hierro mata                | Paco Plaza                 |
| 2019 | Legado en los huesos               | Fernando González Molina   |
| 2019 | El silencio de la ciudad blanca    | Daniel Calparsoro          |
| 2019 | Klaus                              | Sergio Pablos              |
| 2021 | Dragonkeeper                       | Salvador Simó              |

### Tesis
- 2005: La edad de la televisión. De la televisión generalista a la televisión fragmentada. Tesis dirigida por José Ramón Pérez Ornia. Universidad Complutense de Madrid.

### Libros
- 2002: La extraña temporada 2001-2002, Sevilla: Mergablum. ISBN 84-95118-71-8.[3]

### Colaboraciones en obras colectivas
- 1991: Los informativos: informa que algo queda. Los informativos en una televisión autonómica. La televisión que viene : nuevas tendencias en programación / coord. por Carmen Peñafiel Saiz, José Luis Ibáñez y Manu Castilla, ISBN 84-7585-297-1,[4] págs. 97-100.
- 2000: Gestión cultural y comunicación audiovisual: entre el cine y la televisión (I). Público y privado en la gestión cultural: I Jornadas sobre Iniciativa Privada y Sector Público en la Gestión de la Cultura / Roberto Gómez de la Iglesia (dir.), ISBN 84-921274-2-2,[5] págs. 111-116.
- 2004: El entretenimiento en televisión: negocio, espectáculo y responsabilidad. Ecología de la televisión: tecnologías, contenidos y desafíos empresariales: actas del XVIII congreso internacional de comunicación / coord. por Jorge Latorre Izquierdo, Alfonso Vara Miguel y Montserrat Díaz Méndez, ISBN 84-7768-154-6,[6] págs. 59-65.
- 2006: Pasado y futuro de la producción. Tendencias 06, Medios de comunicación: el año de la televisión / coord. por José Fernández Beaumont; Bernardo Díaz Nosty (dir.), ISBN 84-89884-68-4,[7] págs. 307-310.
- 2012: El agua y las olas. La televisión ante el desafío de internet / coord. por Bienvenido León Anguiano, ISBN 978-84-15544-14-2,[8] págs. 30-37.
- 2017: No es tiempo para solitarios. Diez años que cambiaron los medios: 2007-2017 / coord. por Bernardo Díaz Nosty, ISBN 978-84-08-18184-2,[9] págs. 149-158.

### Artículos de revistas
- 2002: La industria audiovisual española: perspectivas y futuro. Claves de la economía mundial, ISSN 2531-274X, N.º 1, ISBN 84-7811-428-9, págs. 113-117.
- 2006: El desfile de la televisión. Noticiero de las ideas, ISSN 1000-0018, N.º 28, págs. 56-62.
- 2008: La propuesta Sarkozy para la TV pública. Noticiero de las ideas, ISSN 1000-0018, N.º 34, págs. 5-7.
- 2016: Mucho más que televisiones. Fotogramas & DVD: La primera revista de cine, ISSN 1136-4351, N.º 2072 (junio), págs. 10-10.